# Oliver Sieber
Oliver Sieber (* 1966 in Düsseldorf) ist ein deutscher Fotograf.

## Leben
Sieber studierte das Fach Visuelle Kommunikation sowohl an der Fachhochschule Bielefeld als auch an der Fachhochschule Düsseldorf. Er lebt und arbeitet in seiner Geburtsstadt zusammen mit der deutschen Fotografin Katja Stuke. Die beiden bilden ein Künstlerpaar und haben ein gemeinsames Atelier. Seit dem Jahr 2000 stellen sie gemeinsam im Ausland und in Deutschland aus.
2005 waren beide, gefördert von dem Goethe-Institut, Artist in Residence in Toronto (Kanada), 2006 Artist in Residence mit einem Ernst-Poensgen-Stipendium in Osaka in Japan im Rahmen des ArtEX Programms.
Mit Stuke gibt Sieber das Fotografie-Projekt Frau Böhm heraus, später Böhm/Kobayashi genannt. Das Paar  kuratiert seit 2010 einmal pro Jahr die Fotoausstellung Antifoto im Kunstraum Düsseldorf oder im Künstlerverein Malkasten. 2016 kuratierten sie die Hauptausstellung unter dem Titel „Innere Sicherheit, the state I am in“ des Festivals der Internationalen Photoszene in Köln.

## Ausstellungen
- 2024: MO_Kunstpreis  (mit Katja Stuke) Museum Ostwall, Dortmund
- 2024: Ruinen der Zukunft  (mit Katja Stuke)Fondation de l’Allemagne, Paris
- 2024: Schwarzes Licht (mit Katja Stuke) Espace Joerg Brockmann Carouge
- 2024: Border_less [G] Japanisches Kulturinstitut Köln / Japan Foundation
- 2023: Schwarzes Licht (mit Katja Stuke) DongGang International Photo Festival
- 2023: Von Menschen und Städten (mit Katja Stuke) knstvrn Bad Wonder
- 2023: Metastabile Balance / Stuke/Sieber/Vieweg Museum für Fotokopie, Mülheim R.
- 2023: Fire Flies [G] Malkasten Düsseldorf
- 2022: Contested Landscapes [G], (Biennale for aktuelle Fotografie) Kunsthalle Mannheim
- 2022: Beyond Emscher [G] Ruhr Museum/Stiftung Zollverein Essen
- 2023: Photographische Konzepte und Kostbarkeiten SK-Stiftung Kultur, Köln
- 2021: Retro Japan Williams College, Williamstown MA
- 2021: Dress Code [G] Bundeskunsthalle Bonn
- 2020: The Time we call our Own [G] Open Eye Gallery Liverpool
- 2020: Uniform MAST [G] Bologna2019: Schwarzes Licht (mit Katja Stuke) Tina Miyake, Düsseldorf
- 2019: Sequence as a Dialogue (mit Katja Stuke) Kunsthalle Gießen
- 2018: Fotografie neu ordnen, Japanese Lesson (mit Katja Stuke) Museum für Kunst und Gewerbe Hamburg
- 2018: Questioning Photography GCA Galaxa Museum for Contemporary Art Chongqing
- 2018: You and Me [G] (mit Katja Stuke) Krakow Photomonth, Bunkier Sztuki
- 2018:  Japanese Lesson (mit Katja Stuke) Unseen Amsterdam
- 2018: The Hobbyist [G] Rencontres d’Arles
- 2017: The Photobook Phenomenon [G] CCCB Barcelona
- 2017: You and Me (mit Katja Stuke) Cosmos Croisière, Rencontres d’Arles
- 2017: The Hobbyist [G] Fotomuseum Winterthur
- 2016: You and Me (mit Katja Stuke), Kornelimünster, Aachen und Scope, Hannover
- 2016: Jo volia ser fotògraf (mit Katja Stuke), Fundació Foto Colectania Barcelona
- 2016: Mit anderen Augen Kunsthalle Nürnberg und Kunstmuseum Bonn
- 2016: Fotografie Europea Festival (mit Katja Stuke)
- 2015: Ego Update NRW-Forum, Düsseldorf[2]
- 2015: Imaginary Club Festival Kyotografie, Kyoto[3]
- 2015: Ikonen und Konzepte Schloss Neuhardenberg; mit Photogr. Sammlung / SK Stiftung Kultur[4]
- 2014: Imaginary Club Festival International de Mode & de Photographie, Hyères[5]
- 2013: Imaginary Club TH 13, Fondation d’entreprise Hermès, Bern[6]
- 2013: You ain’t see nothing yet FOMU Photomuseum Antwerpen[7]
- 2013: Samurai Galerie Stihl, Waiblingen
- 2013: Megacool Kunsthaus Wien
- 2011: Anime – High Art/Pop Culture Bundeskunsthalle, Bonn
- 2010: Imaginary Club Galerie Priska Pasquer, Köln
- 2010: Intercool 3.0 Hartware MedienKunstVerein Dortmund
- 2009: KARAOKE Bildformen des Zitats Fotomuseum Winterthur & Fotohof Salzburg
- 2009: Silverstein Photography Annual Silverstein Photography, New York [G]
- 2008: Pop am Rhein Stadtmuseum, Köln
- 2007: Im Angesicht – Aktuelle Porträtfotografie. Städtische Galerie Neunkirchen, Neunkirchen.
- 2006: Oliver Sieber: Die Blinden, Leopold-Hoesch-Museum, Düren. Katalog.
- 2006: Das Gegenüber zum Sprechen bringen Museum für Gegenwartskunst, Siegen
- 2005: Rundlederwelten Martin Gropius Bau, Berlin
- 2005: Coolhunters – Jugendkulturen zwischen Medien und Markt ZKM Karlsruhe
- 2004: Madame Realité Freiburg, Hallen für Kunst
- 2004: Best of – Blick in die Sammlung  SK Stiftung Kultur/Photographic Collection Cologne
- 2003: Geometry of the Face National Museum of Photography / Copenhagen
- 2002: SkinsModsTeds and one Punk Photographers Gallery London
- 2002: SkinsModsTeds / 11 Freundinnen... SK Stiftung Kultur/photographische Sammlung, Köln

## Auszeichnungen/Residencies/Ausstellungen mit Katja Stuke
- 2025: Residency, Cité Internationale des Arts Paris
- 2024: MO_Kunstpreis(mit Katja Stuke) Museum Ostwall Dortmund
- 2024: Publikationsförderung La Ville Invisible (mit Katja Stuke) Kulturwerk Bild Kunst
- 2023: Lauréat Regards du Grand Paris
- 2022: Residency, Cité Internationale des Arts Paris
- 2022: City Artist Kultursekretariat NRW, state of NRW
- 2022: Stiftung Kunstfond, Neustart Kultur
- 2021: Neustart Kultur / VG-Bildkunst
- 2019: Residency, The Blend Art Exchange Osaka
- 2018: Fotografie neu ordnen, Japanese Lesson Museum für Kunst und Gewerbe Hamburg
- 2018: Residency, Cité International des Artes Paris
- 2018: You and Me [G] Krakow Photomonth, Bunkier Sztuki
- 2017: You and Me (mit Katja Stuke) Cosmos Croisière, Rencontres d’Arles
- 2016: Erster Preis: LUMA Rencontres Dummy Book Award Arles 2016[8]
- 2015: Fax from the Library Temple Paris[9]
- 2015: O.i.F. Movie Locations, Aperture-Foundation/Paris Photo Night  Silencio Paris
- 2015: Residency, Cité International des Artes Paris
- 2015: You and Me Museum for Contemporary Photography
- 2015: You and Me Foto-Doks Festival München
- 2015: O.i.F. / Movie Locations Künstlerverein Malkasten, Düsseldorf
- 2015: Do you never feel the need to be another Projektraum Fotografie, Dortmund
- 2015: Japanese Lesson Filmwerkstatt Düsseldorf
- 2015: ANTIFOTO Manifest FotoTriennale Hamburg
- 2016: Winner: Photobook of the Year, Aperture Foundation / PAris Photo
- 2014:  一無所有, Nothing to my Name CASO Osaka
- 2014: (Mis)understanding Photography and Manifestos [G] Folkwang Museum Essen
- 2014: Manifeste! Eine andere Geschichte der  Fotografie [G] Fotomuseum Winterthur
- 2013: Fax from the Library Kunsthalle Bremen
- 2013: Portraits IED, Madrid, PHotoEspaña
- 2013: Artists in Residence, Het Wilde Weten, Rotterdam
- 2013: Japanese Lesson Kunstverein Leverkusen
- 2012: True Copy Kuromegarou, Osaka
- 2012: True Copy Florence Loewy, Paris
- 2011: Back from Japan HPZ-Stiftung, Düsseldorf
- 2011: Our House Museum für Photographie, Braunschweig, kuratiert von Florian Ebner
- 2010: O.i.F. Florence Loewy, Paris
- 2009: Hidden Places Galerie Kaune, Sudendorf Köln
- 2009: Beautiful World Stuke, Sieber, Partin, Jodice, Jobard, Städtische Galerie im Haus der Kultur, Waldkraiburg
- 2007: Back from Japan, Atelier am Eck/exhibition space by the City of Düsseldorf
- 2007: Contemporary German Photography The Gallery at UTA, Austin USA
- 2007: Böhm Handelszentrum Viewändekunst-Festival Düsseldorf
- 2007: The Böhm-Projekt SK-Stiftung Kultur, photographic Collection, Cologne
- 2007: Nominierung: Märkisches Stipendium für bildende Kunst exhibition Städt. Galerie Iserlohn
- 2006: Artists in Residence, ArtEX Osaka Austausch Osaka-Düsseldorf
- 2006: Artists in Residence Goethe-Institut, Toronto
- 2005: Explaining Frau Böhm PHotoEspaña, Madrid
- 2005: Nachtfoyer Kunsthalle Düsseldorf («Explaining Frau Böm»)
- 2004: Katja Stuke & Oliver Sieber Galerie Kraushaar, Düsseldorf

## Veröffentlichungen
- A–Z Kunst in NRW 2000–2023. Sammlungskatalog Kunsthaus Kornelimünster, ISBN 978-3-422-80123-3
- Point of View, Sammlungskatalog photographische Sammlung Köln, ISBN 978-3-8296-0978-4
- Beyond Emscher, Fotografische Positionen aus der Gegenwart Katalog, Wienand Verlag ISBN 978-3-86832-706-9
- Sequence as a Dialogue, Katalog mit Katja Stuke, Hg. Kunsthalle Gießen, Verlag Kettler 2019 ISBN 978-3-86206-764-0
- Kunstforum 237, Interview mit Sabine Maria Schmidt
- For Sale BöhmKobayashi 2017
- Imaginary Club. BöhmKobayashi & Gwin Zegal 2014
- Character Thieves. Schaden, Köln feat. BöhmKobayashi 2008, ISBN 978-3-932187-63-6
- mit Katja Stuke: Citizen's Handbook. Schaden, Köln 2004, ISBN 3-932187-36-9.
- Oliver Sieber: Die Blinden. Schaden, Köln 2006, ISBN 3-932187-56-3.
- Imaginary Club. PhotoBookMuseum, Catalogue Box, Verlag Böhm-Kobayashi, Düsseldorf 2014.[10]
- Helga Meister: Neue Düsseldorfer Kunstszene in 70 Porträts. Wienand Verlag. 400 Seiten, 133 farbige Abbildungen. ISBN 978-3-86832-371-9
  - Dr. Sabine Schmidt, Artist Kunstmagazin 118, 
  - MOFF Magazin Ausgabe 17, Emmanuel Mir 
  - Alexandra Wehrmann, 
  - Rémi Coignet, Conversations 3, The Eyes,